# Make-Up Time con Clio
Make-Up Time con Clio è un programma televisivo trasmesso su Real Time dal 2013 condotto da Clio Zammatteo. Si tratta di uno spin-off del programma Clio Make Up.

## Edizioni
| Edizione | Inizio        | Fine           | Rete televisiva | Puntate | Giorno | Conduzione     |
| -------- | ------------- | -------------- | --------------- | ------- | ------ | -------------- |
| 1        | 6 maggio 2013 | 14 giugno 2013 | Real time       | 30      |        | Clio Zammatteo |